# Vibra
Vibra è il sesto album del gruppo raggae italiano Africa Unite, sotto etichetta Black Out.

## Tracce
1. Sotto pressione – 4:07
2. Sui miei passi – 3:56
3. Tu – 4:42
4. Notti – 3:48
5. Notti dub – 4:17
6. Love Me – 4:22
7. Baby Jane – 3:55
8. C'è – 4:27
9. Gigante – 6:46
10. Nero su nero – 6:00
11. Politics (feat. Archi torti) – 4:49

## Formazione
- Bunna - voce, chitarra
- Madaski - sintetizzatori, campioni, voce
- Papa Nico - percussioni
- Paolo Parpaglione - sax
- Gianluca Senatore (Cato) - basso
- Davide Graziano - batteria
- Ru Catania - chitarra
- Gigi De Gasperi (Mr T-bone) - trombone
- Riccardo Jeeba Gibertini - tromba